# 阿爾多夫 (伊利諾伊州)
阿爾多夫（英語：Altorf）是位於美國伊利諾伊州坎卡基縣的一個非建制地區。該地的面積和人口皆未知。

## 地理
阿爾多夫的座標為41°11′25″N 87°57′44″W / 41.19028°N 87.96222°W，而該地的平均海拔高度為183米（即600英尺）。